# Michael Cox
Michael Cox (ur. 23 października 1948 w Northamptonshire, zm. 31 marca 2009) – brytyjski pisarz.
Znany jako autor poszczególnych tomów serii The Knowledge, wydawanej w Polsce w ramach serii Monstrrrualna erudycja.

## Życiorys
Ukończył St Catharine’s College na Uniwersytecie Cambridge, gdzie studiował literaturę angielską. Początkowo poświęcił się karierze muzycznej - stworzył zespół i wydał dwie płyty. Od roku 1977 zajmował się redakcją książek w wydawnictwie Thorsons Publishing Group, a od roku 1989 - w Oxford University Press.
Pierwsze próby literackie podjął na początku lat 70., a pierwsze prace opublikował w roku 1983.
Od roku zmagał się z chorobą nowotworową, która doprowadziła go do utraty wzroku .

## Publikacje
Uwaga, w tej sekcji znajdują się wyłącznie tomy z serii The Knowledge
- Fascynująca sztuka (ang. Awful Art)
- Cuda Internetu (ang. The Incredible Internet )
- Odlotowa muzyka (ang. Mind-Blowing Music)
- Wrzask mody (ang. Smashin' Fashion )
- Mind-Boggling Buildings (w Polsce nie wydano)